# HMS Ashanti (F51)
Pour les articles homonymes, voir F51.
Pour les autres navires du même nom, voir HMS Ashanti.
Le HMS Ashanti est un destroyer de la classe Tribal qui servit dans la Royal Navy durant la Seconde Guerre mondiale. Il est le premier navire britannique nommé en l'honneur du groupe ethnique Ashantis d'Afrique de l'Ouest.
Sa quille est posée le 23 novembre 1936 au chantier naval William Denny and Brothers de Dumbarton, en Écosse. Il est lancé le 5 novembre 1937 et mis en service le 21 décembre 1938 sous le commandement du commander William Gronow Davis,.

## Historique
La mise en service de l’Ashanti fut retardée à la suite de retards dans la livraison des pièces d’artillerie, il commença ses premiers essais en août 1938. Le 27 février 1939, après son achèvement, il arrive à Takoradi. Durant cette visite l’Ashanti reçoit des cadeaux (une cloche en argent et un bouclier en or) de la part du chef des Ashantis qui informa les officiers du bord que ces cadeaux devaient rester à bord tout le temps. Au bout d’une semaine, l’Ashanti est de retour à Gibraltar afin de participer à des exercices combinés entre la Home Fleet et la Mediterranean Fleet durant le mois de mars 1939, étant de retour à Chatham courant avril 1939. Du 3 au 8 mai 1939, il est en visite à Cherbourg et reprend ensuite ses missions de routine avec la 6e flottille de destroyers jusqu’au 1er juin 1939, date à laquelle la flottille est appelée à rejoindre les navires engagés dans la recherche du sous-marin Theti disparu en mer d’Irlande lors de ses essais. Le reste de l’été sera consacré à des manœuvres avec la Home Fleet afin de tester notamment le dispositif de blocus en mer du Nord,,.
Le 3 septembre 1939, il escorte une escadre mixte franco-anglaise dans l’Atlantique Nord. En butte à des ennuis de machines, il est contraint de rentrer. Les réparations effectuées, il reprend ses activités et le 17 octobre 1939, en compagnie du Somali, il abat un avion allemand au dessus de Scapa Flow. L’hiver 1939-40 sera passé à assurer des missions de patrouilles et d’escortes, avec en particulier le passage des deux premiers convois transportant des troupes canadiennes en Angleterre. Ayant subi des avaries durant ces missions, il est en carénage durant le mois de mars 1940 au chantier J. Samuel White de Cowes. À cette occasion, il est démagnétisé. Il participe ensuite à la campagne de Norvège jusqu’au 27 avril 1940, où en compagnie des Nubian, Sikh et Mohawk, il est attaqué dans le fjord de Kråkvåg par l’aviation allemande. Après avoir évité une centaine de bombes, il est finalement endommagé et voit ses turbos-générateurs complètement détruits. Il est à Dundee jusqu’au 23 mai 1940 afin de réparer ses avaries, puis est renvoyé en Norvège où il participe à l’évacuation des forces Alliés et à la traque de la flotte allemande après la destruction du porte-avions Glorious en juin 1940.
L’Ashanti opère avec la Home Fleet jusqu’en octobre 1940. Dans la nuit du 13 au 14 octobre, en compagnie des Cossack, Maori et Sikh, il intercepte un convoi allemand au large d’Egersund, deux navires sont coulés. Trois jours après, il est ordonné à un groupe composé des Fame, Ashanti, Maori, Sikh, Electra et Brilliant de conduire des exercices de nuit au large de la Tyne. Cependant, les navires engagés ne sont pas prévenus du déplacement d’une bouée, qui provoque l'échouage de plusieurs navires, notamment le Fame et Ashanti. Le Maori s’échouera aussi mais pourra se dégager tout seul. L’Ashanti sera renfloué après que son armement soit enlevé et ses brèches de coques colmatées.
L’Ashanti est reconstruit au chantier Swan Hunter de Wallsend du 9 novembre 1940 à août 1941. La coque est refaite en partie, une partie des machines remplacées, la tourelle X est remplacée par une tourelle AA double de 102 mm, tandis qu'un canon de 20 mm est rajouté. Le mât arrière est coupé, la deuxième cheminée est aussi réduite afin d’augmenter l’angle de tir des pièces antiaériennes. Un radar de tir type 285 et un type 286M sont rajoutés. Malheureusement, la structure du navire a énormément souffert, et bien que reconstruit, le navire ne sera jamais le même et connaîtra tout le long de sa carrière des problèmes chroniques au niveau des machines et de sa structure.
Son entraînement à Scapa Flow est interrompu par le besoin en navire d’escorte pour la Home Fleet engagé dans un raid aérien sur Bodø le 9 octobre 1941 et par le raid sur les îles Lofoten du 26 décembre au 30 décembre 1941. Durant cette opération, le chalutier allemand Gieir est capturé et des documents et livres de codes saisis. Durant les trois premiers mois de l’année 1942, le destroyer reprend ses activités d’escortes au sein de la Home Fleet. Il couvre ainsi les convois PQ 12 et QP 8. Le 5 mars 1942, il rejoint les Punjabi et Bedouin dans la traque infructueuse du cuirassé allemand Tirpitz. Une partie du mois de mai, il est en carénage à Immingham où un Huff-Duff est installé à bord. De retour en mer, il est le chef d’escorte du convoi PQ16/QP 12. Durant cette opération, il abat deux avions allemands. Le 26 mai 1942, il est ciblé par des torpilles tirées du U-591. L’Ashanti va aussi être impliqué dans le désastre du convoi PQ 17, qui faisait partie de l’escorte du groupe de croiseurs.

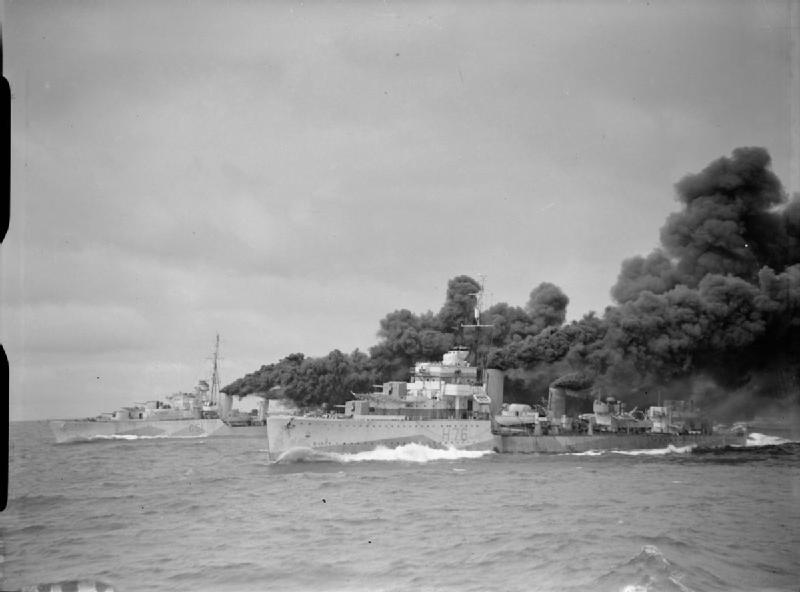
Les destroyers et Ashanti (au second plan) mettant en place un écran de fumée lors d'une manœuvre (Photographie prise du le 25 juin 1942).

Après le convoyage, il est en carénage sur le dock flottant de Scapa Flow pour une réparation d’avaries de coque. À cette occasion un canon de 20 mm supplémentaire est ajouté. Il rejoint ensuite la Méditerranée où il participe à l'opération de convoyage « Pedestal ». Lors de cette opération, il abat un avion torpilleur Savoia Marchetti. En compagnie des Eskimo et Somali, il escorte le cuirassé Rodney lors son retour à Scapa Flow. En septembre 1942, il escorte les convois PQ 18/QP 14. À 19 h 20 le 20 septembre 1942, le Somali qui avait pris la place de l’Ashanti dans l’écran parce que celui-ci était à court de carburant est torpillé. L’Ashanti est envoyé sur zone pour le remorquer. Trois jours plus tard et après avoir parcouru 420 milles dans une mer calme, le Somali se casse en deux et coule avec de nombreuses pertes humaines,. L’Ashanti est envoyé à Rosyth pour un nettoyage des chaudières et des permission avant d’être affecté à la Force H pour l’opération Torch. Après l’occupation d’Oran, le destroyer entreprend avec le nouveau destroyer Quality des missions de patrouilles,.

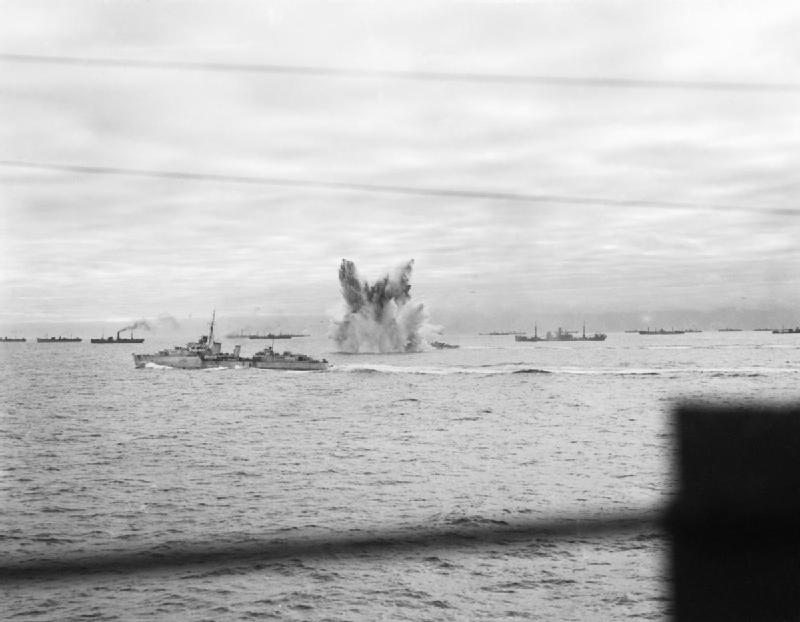
Explosion sous-marine à proximité de l’Ashanti pendant l'escorte du convoi PQ 18 en septembre 1942. Au premier plan, son sister-ship.

Après des réparations à Gibraltar et un aller-retour sur Dakar, il est détaché, en compagnie du Tartar et les croiseurs Aurora et Penelope détaché dans le port de Bône afin d’effectuer des patrouilles au large des côtes algériennes. Déclaré impropre à des missions de guerre, il est envoyé pour des réparations. Après une courte période de service en Méditerranée, il est envoyé au chantier de l’île aux Chiens à Londres pour une refonte entre juillet et octobre 1943. À cette occasion, son mat tripode est remplacé, de nouveaux radars et une pièce de 20 mm sont rajoutés tandis que ses réservoirs d’eau distillés sont consolidés.
Il est de retour à Scapa Flow le 15 octobre 1943 pour des entraînements avant de reprendre l’escorte des convois à destination de la Russie en novembre-décembre 1943 : JW 54A, JW 54 B, JW 55A, JW 55 A, RA 55 A. Après avoir escorté le King George V aux Açores, l’Ashanti est envoyé à Plymouth aux ordres de la 10e flottille de destroyers jusqu’en avril 1944.
Dans la nuit du 15 au 16 mars 1944, en compagnie du Tartar et du croiseur Bellona, il prend part à un engagement avec les S-boots des 5e et 9e flottilles lors du passage du convoi côtier WP-492 dans la Manche. Un mois après, dans la nuit du 25 au 26 avril 1944, il combat trois destroyers allemands au large de l’île de Batz en compagnie des Haida, Black Prince, Athabaskan et Huron. Au cours du combat, l’Haida coule le T 29 tandis que l’Ashanti entre en collision avec le Huron. Sa proue étant sévèrement endommagée, il est immédiatement envoyé en réparation. Ses réparations sont achevées le 27 mai 1944 et il est immédiatement renvoyé en opérations afin de participer aux opérations du Jour J.
Le 9 juin 1944, les Ashanti, Tartar, Haida et Huron interceptent les navires allemands T 24, Z 24, Z 32 et ZH 1. Au cours de l’engagement connu sous le nom de bataille d'Ouessant, l’Ashanti met deux torpilles au but sur le ZH 1 qui explose. Du 13 au 16 juin 1944, il attaque en compagnie du Piorun un convoi au large de Saint-Malo en coulant les dragueurs M83, M 343, M 412, M 422 et M 442. L’Ashanti opère aux large des côtes bretonnes durant le mois de juillet 1944. Dans la nuit du 5 au 6 août 1944, les Ashanti, Bellona, Tartar, Haida et Iroquois interceptent un convoi au large de Saint-Nazaire, coulant les dragueurs M 263, M 456, le patrouilleur V414 et le navire côtier Otto.
Dans un état matériel déplorable après escorté avoir des convois côtiers entre Falmouth, Plymouth et Milford Haven, il est envoyé aux chantiers Palmers de Jarrow afin d’y subir une énième grande refonte. Les travaux vont notamment inclure le remplacement des auxiliaires, d’une turbine, le retubage d’une partie des chaudières, des travaux sur les évaporateurs et les diesels. Le montant total des travaux va s’élever à 250 000 livres. Malheureusement, lors des essais d’après refonte de nouveaux ennuis de machines vont apparaître, et le 21 août 1945, il est placé en réserve B. Déclassé le 31 octobre 1947, il est utilisé comme cible à partir du 21 février 1948. Retiré de la flotte de réserve le 23 juin 1948 et alloué à BISCO, il est utilisé pour des tests dans le Loch Striven avant d’arriver le 12 avril 1949 à Troon au chantier West of Scotland Shipbreakers Lts pour y être démoli.
Il reçut un total de huit honneurs de bataille pour son service pendant la Seconde Guerre mondiale.